# Bạc hypochlorit
Bạc hypochlorit  là một hợp chất vô cơ (công thức hóa học: AgOCl hoặc AgClO) là muối bạc của acid hypochlorơ, muối này bao gồm các cation bạc(I) (Ag1+) và các anion hypochlorit (ClO-). Hợp chất này không bền và dễ bị phân hủy.

## Điều chế
Bạc hypochlorit được điều chế bằng cách sục khí clo vào huyền phù bạc oxit trong nước:
2Cl2 + Ag2O + H2O → 2AgCl + 2HOCl
2HOCl + Ag2O →  H2O + 2AgOCl
Cho acid hypoclorơ tác dụng với bạc nitrat tạo thành bạc hypochlorit và acid nitric:
HClO + AgNO3 → AgClO + HNO3

## Tính chất
Bạc hypochlorit không bền, sau đó sẽ phân hủy tạo thành bạc chlorat và bạc chloride:
3AgOCl → AgClO3 + 2AgCl